# Clayton & Romário
Clayton & Romário é uma dupla sertaneja brasileira formada pelos irmãos Clayton Moreira Lemos (Goiânia, 13 de dezembro de 1985) e Romário Moreira Lemos (Goiânia, 19 de junho de 1990)[carece de fontes?], em 2008. A dupla ganhou projeção na pandemia, com o projeto No Churrasco, principalmente com o hit "Pingaiada". Atualmente, a dupla é conhecida pelos sucessos "Água Nos Zói" (com participação especial da dupla Jorge & Mateus), "Aí Eu Chorei", "Namorando ou Não" (com o cantor Luan Santana) e "Morena".

## Biografia
Clayton começou a cantar desde os 5 anos de idade, logo depois seu irmão Romário uniu-se, formando a dupla. Ambos nasceram em Goiânia, mas se consideram "mineiros de coração", pelo fato da dupla se mudar para Belo Horizonte e a carreira da dupla ser estabelecida por lá. Segundo a dupla, a trajetória começou em Barretos, no interior de São Paulo, quando o pai deles resolveu levá-los para uma temporada na cidade onde se apresentaram em barzinhos e churrascarias.
Durante seis meses moraram na Espanha. Ao voltarem ao Brasil foram para Espírito Santo, precisamente na cidade de Guarapari, onde o destino dos dois começou a mudar. Tempos depois, atraídos para Minas Gerais, ganharam raízes em Belo Horizonte, onde permanecem até hoje.

### Processo contra Eduardo Costa
O cantor Eduardo Costa foi um dos grandes incentivadores e investidores da carreira da dupla. Em 2019, Eduardo Costa terminou seu relacionamento com Victória Villarim, após boatos de traição. A confusão entre ele e Clayton se iniciou quando o cantor descobriu que sua ex ficou com Victória. Eduardo disse ao jornalista Leo Dias que "a pior traição é a de um amigo”.
“Não por todo o investimento que fiz do meu bolso, mas pelo carinho, respeito e dedicação que damos a pessoas que amamos, porque amigo é um amor que você escolhe, não faz parte de nenhum pacote". “A Victória tem todo direito de seguir a vida dela, com quem ela quiser (...), mas fico pensando em quais eram as reais intenções da pessoa que eu chamei de amigo”, disse Eduardo em nota.
Após suposta ameaça feita por Clayton a Eduardo Costa, em 2020, o cantor foi intimado a depor em Belo Horizonte. De acordo com o boletim de ocorrência registrado no dia 23 de dezembro de 2019, Clayton estaria sendo ameaçado por Eduardo Costa e pelo irmão dele, Weliton Costa. Mensagens teriam sido enviadas ao celular de Romário, irmão de Clayton.
Em maio de 2022, Eduardo não compareceu a uma audiência relacionada a esse processo. Como não foram apresentadas tais provas, o arquivamento foi determinado pela justiça.

## Carreira
Em 2009, gravaram o primeiro DVD, intitulado Só Tá Começando, na cidade de Betim. Nesse álbum contém a faixa "Chovendo Paixão", que, mais tarde, foi regravada por Gusttavo Lima. Foi em 2014 que a dupla ganhou destaque no cenário musical brasileiro, com o projeto Casulo, inspirado na faixa que possui o mesmo nome, e conta com a participação da dupla Guilherme & Santiago.
Em 2018 lançaram o DVD Pra Toda Hora. Disponível para streaming e download, Pra Toda Hora conta com 15 faixas que trazem não só clássicos sertanejos, como também músicas inéditas como "Sorriso Falso", "Fala", "Você Sabe Que é Mentira", entre outras. A música de trabalho escolhida para representar o novo projeto foi "Saudade Come".
Em 2019 lançaram o single "Não Pensa me Liga", com participação do cantor Felipe Araújo, e na sequência, em 2020 foi a vez do álbum No Churrasco, um trabalho recheado de releituras dos sucessos do passado.
O destaque da dupla nacionalmente chegou em 2020, pelas lives e, com o sucesso, gravaram, em 2021, No Churrasco 2, uma sequência do álbum anterior, com as participações das duplas Jorge & Mateus e Guilherme & Benuto e do cantor de forró Zé Vaqueiro. Desse projeto, veio os sucessos "Água Nos Zói", com a dupla Jorge & Mateus, e "Aí Eu Chorei". Após o sucesso de "Água Nos Zói", a dupla assinou contrato com a Virgin Music Brasil para lançamento do projeto. Os EPs 1 e 2 de No Churrasco 2 alcançaram juntos mais de 62 milhões de views no YouTube dos artistas, sendo a canção "Água Nos Zói" a mais vista do projeto até agora, tendo conquistado cerca de 28 milhões de visualizações.
Com o sucesso das faixas citadas acima, Clayton & Romário gravaram, em outubro de 2022, mais um DVD em Belo Horizonte, no famoso Mineirão, com a participação especial do cantor Luan Santana. Desse show, foi lançado o álbum No Mineirão, com os sucessos "O Grau Bateu", "Que Faculdade Cê Faz?" e "Namorando ou Não", com Luan Santana, que contabilizou 200 milhões de plays nas plataformas de música e figurou no Top 30 do Spotify entre as músicas mais ouvidas do país.
Em dezembro de 2023, com a repercussão do No Mineirão, gravaram outro projeto audiovisual na Arena BRB Nilson Nelson, em Brasília, com a participação especial dos cantores Nattanzinho e Simone Mendes, da antiga dupla de Simaria. No ano de 2024, os lançamentos começaram e o projeto Ao Vivo em Brasília está em desenvolvimento. O primeiro single foi "Morena" e, atualmente, a música de trabalho é "Traindo no Escuro", com a participação especial de Simone Mendes, presente no EP 1.

## Discografia

### Álbuns de estúdio
| Título            | Informações                                                                                                  |
| ----------------- | --- |
| Clayton & Romário | - Lançamento: 27 de fevereiro de 2014 - Gravadora: Independente - Formato: CD, Download digital, streaming   |
| Pra Toda Hora     | - Lançamento: 27 de julho de 2018 - Gravadora: Talismã Music - Formato: CD, DVD, Download digital, streaming |

### Álbuns ao vivo
| Título              | Informações                                                                                                  |
| ------------------- | --- |
| Só Tá Começando     | - Lançamento: 19 de dezembro de 2009 - Gravadora: Independente - Formato: CD, Download digital, streaming    |
| Acústico            | - Lançamento: 17 de janeiro de 2016 - Gravadora: Independente - Formato: CD, Download digital, streaming     |
| No Churrasco        | - Lançamento: 25 de junho de 2020 - Gravadora: Virgin Music Brasil - Formato: Download digital, streaming    |
| No Churrasco 2      | - Lançamento: 10 de junho de 2022 - Gravadora: Virgin Music Brasil - Formato: Download digital, streaming    |
| No Mineirão         | - Lançamento: 14 de julho de 2023 - Gravadora: Virgin Music Brasil - Formato: Download digital, streaming    |
| Amanhecer           | - Lançamento: 22 de dezembro de 2023 - Gravadora: Virgin Music Brasil - Formato: Download digital, streaming |
| Ao Vivo em Brasília | - Lançamento: TBA - Gravadora: Virgin Music Brasil - Formato: Download digital, streaming                    |

### Extended plays (EPs)
| Faixas |
| --- |
| 1. Tatuagem / Temporal de Amor / Página de Amigos 2. O Golpe 3. Um Anjo Veio Me Falar / Por Te Amar Assim / Passou da Conta 4. Corazón Partio 5. Um Século Sem Ti / Dor de Amor Não Tem Jeito / Meu Anjo 6. Minha Estrela Perdida / Fui Eu / Enquanto o Sol Brilhar |

| Faixas |
| --- |
| 1. Água Nos Zói (part. Jorge & Mateus) 2. Ausência 3. Remédio Novo 4. Medo da Chuva / Cadê Você / Meu Ex Amor 5. Álcoolnível 6. Tô Ou Não Tô Liberado |

| Faixas |
| --- |
| 1. Que Faculdade Cê Faz? 2. Não Pode Ou Não Quer 3. O Grau Bateu 4. Na Minha Terra 5. Superação Fingida 6. 30% 7. N Motivos |

| Faixas                                                                                      |
| ------------------------------------------------------------------------------------------- |
| 1. Traindo no Escuro (part. Simone Mendes) 2. Morena 3. Desconquistar Você 4. Sempre Online |

| Faixas |
| --- |
| 1. Desconquistar Você 2. Amanhecer 3. Morena 4. Aproveita 5. Traindo no Escuro (part. Simone Mendes) 6. Sempre Online |

| Faixas                                                                         |
| ------------------------------------------------------------------------------ |
| 1. Não Me Bloqueia Não 2. Não Amar Ninguém 3. Ranzinza 4. Molhador de Sorrisos |

### Singles
| Ano  | Álbum                         | Título                                              | Melhor posição |
| Ano  | Álbum                         | Título                                              | BRA            |
| ---- | ----------------------------- | --------------------------------------------------- | -------------- |
| 2014 | Clayton & Romário             | Casulo (part. Guilherme & Santiago)                 | —              |
| 2018 | Pra Toda Hora                 | Saudade Come                                        | —              |
| 2019 | Não adicionado a nenhum álbum | Não Pensa, Me Liga (part. Felipe Araújo)            | —              |
| 2020 | No Churrasco                  | Faz Mais Uma Vez Comigo / Porta Retrato             | —              |
| 2020 | No Churrasco                  | Pingaiada                                           | —              |
| 2021 | No Churrasco 2                | Água Nos Zói (part. Jorge & Mateus)                 | 35             |
| 2021 | No Churrasco 2                | Ausência                                            | —              |
| 2021 | No Churrasco 2                | Álcoolnível                                         | —              |
| 2022 | No Churrasco 2                | Aí Eu Chorei                                        | 45             |
| 2022 | No Churrasco 2                | Curtindo a Bad (part. Zé Vaqueiro)                  | —              |
| 2022 | No Churrasco 2                | Truco (part. Guilherme & Benuto)                    | —              |
| 2022 | No Mineirão                   | O Grau Bateu                                        | 107            |
| 2022 | No Mineirão                   | Que Faculdade Cê Faz?                               | 140            |
| 2023 | No Mineirão                   | Namorando ou Não (part. Luan Santana)               | 14             |
| 2023 | Amanhecer                     | Me Esqueça / Volta Pra Mim (part. Hugo & Guilherme) | —              |
| 2024 | Ao Vivo em Brasília           | Morena                                              | 3              |
| 2024 | Ao Vivo em Brasília           | Traindo no Escuro (part. Simone Mendes)             | 83             |
| 2024 | Ao Vivo em Brasília           | Aproveita                                           | 1              |